# (12481) Streuvels
(12481) Streuvels (1997 EW47) – planetoida z pasa głównego asteroid okrążająca Słońce w ciągu 4,64 lat w średniej odległości 2,78 j.a. Odkryta 12 marca 1997 roku.